# Mujahid al-Muwaffaq

Taifa Dénia

Mujahid al-Muwaffaq of Mujāhid al-ʿĀmirī was emir van de taifa Dénia van ca.1010 tot 1045.

## Levensloop
Hij was een saqaliba, een slaaf van Slavische oorsprong, in dienst van hajib Almanzor. Na de dood van Almanzor in 1002 viel het kalifaat Córdoba beetje bij beetje uit elkaar. Na de dood van de zoon van Almanzor Abd al-Rahman Sanchuelo in 1009 nam al-Muwaffaq de macht over in de provincie Dénia.
In 1014 zette hij een marionetkalief op de troon om zijn positie te vrijwaren, in datzelfde jaar veroverde hij de Balearen. Het jaar erop viel hij Sardinië binnen. In 1016 werd hij door troepen van paus Benedictus VIII en uit Pisa en Genua bij Campidano verslagen. Van de vloot, die in 1015 uit 120 schepen bestonden, waren nog maar 5 schepen en 4 kleine boten overgebleven. Alle familieleden, waaronder zijn enige zoon Ali ibn Mujahid Iqbal ad-Dawla werden toen gevangengenomen, maar konden alweer snel vrijgekocht worden, op zijn zoon na, die pas in 1032 vrijgekocht kon worden. 
Bij zijn terugkeer in 1017 ontsloeg hij zijn aangestelde kalief en regeerde in eigen naam. Vanaf dan werd ook zijn eigen munt geslagen. Hij veroverde het zuidelijk deel van de taifa Valencia en wist dat deel enkele jaren in bezit te houden. Mujahid bestookte nadien geregeld de kusten van Liguria, Lombardije en Toscane. Mujahid  veroverde in 1021 Alicante, Orihuela en Elche, in 1038 Lorca en Murcia. Zijn macht werd uitgebreid tot aan de rivier Segura. Dankzij bemiddeling van Suleiman ibn Hud van de taifa Zaragoza werd in 1041 een vredesverdrag getekend tussen hem en Valencia. Na zijn dood ontstond een opvolgingsstrijd tussen zijn zonen Iqbal en Hassan.